# U Borku (Svinary)
Bývalý písník U Borku  o rozloze vodní plochy 2,0 ha se nachází na konci ulice K Borku v obci Svinary, místní části města Hradec Králové. Písník je v soukromém vlastnictví.

## Galerie

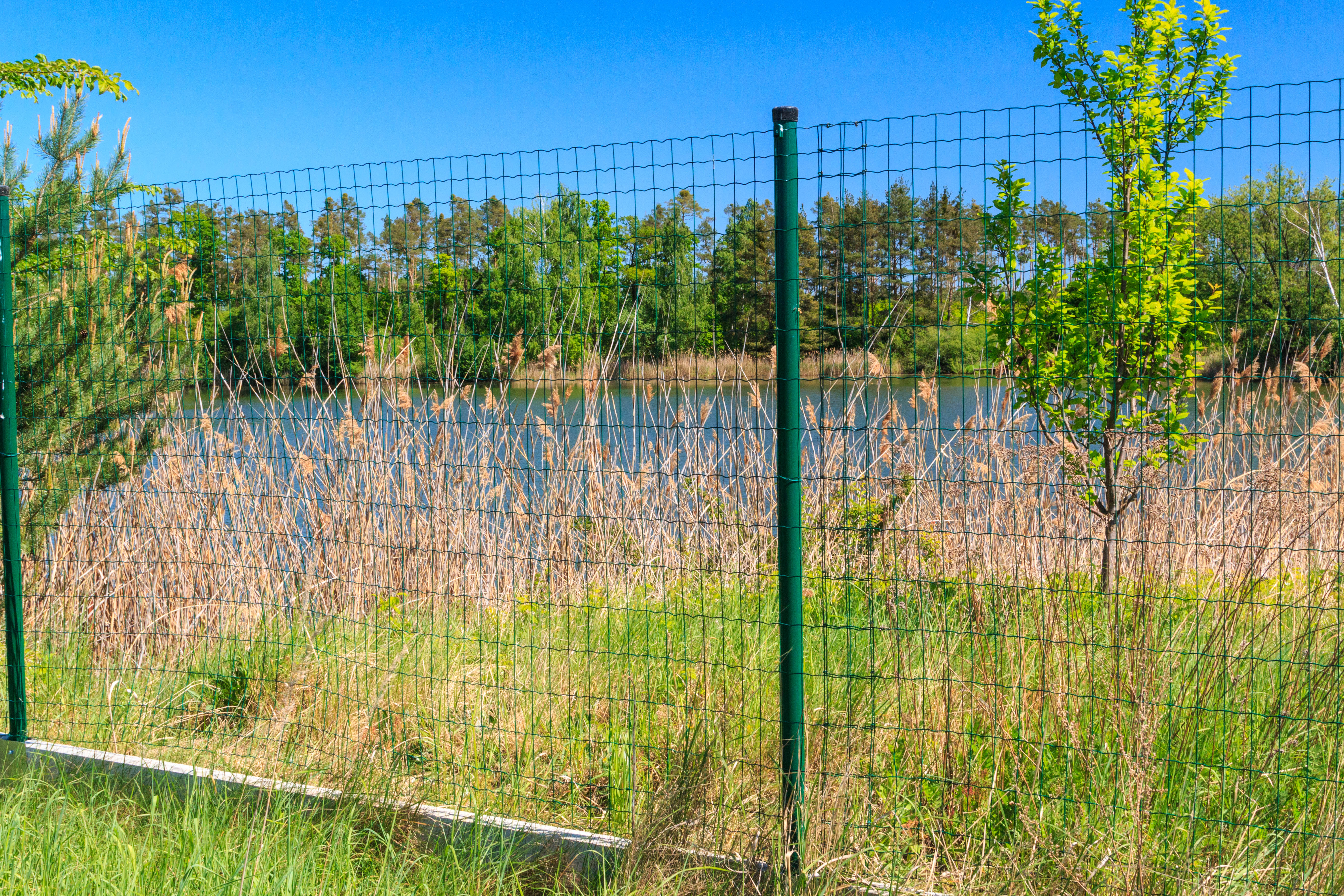
Písník U Borku ve Svinarech